# Sống Chết

Poster đầu của Night of the Living Dead

George A. Romero's Living Dead (hay còn gọi là Living Dead) là bộ sáu của series phim kinh dị về các Zombie của George A. Romero và John A. Russo. Series có sự kết nối với nhau chặt chẽ về những nỗ lực cố gắng sống sót khỏi thảm họa thây ma. Mặc dù đều là cùng một nội dung chính (đều là nói về những người sống sót sau thảm họa thây ma) nhưng đa số nhân vật chính của từng phần lại là những nhân vật khác nhau không xuất hiện trong phần trước đó.
Đêm của những Xác chết là bộ phim mở màn cho loạt phim này và phần tiếp theo là Bình minh chết và phần sau nữa sẽ được nói đến ở phía dưới.
Tuy nhiên, dù là một series có hãng phim đầu tư (trừ 3 phần đầu) nhưng bộ phim lại là 6 phần được làm độc lập bởi George A. Romero. Dù thế nhưng loạt phim vẫn được nhắc đến trên mạng

## George A. Romero's Living Dead
Như đã nói, đây là 6 bộ phim chính của loạt phim kinh dị về Zombie của Romero. Sáu bộ phim là sáu cốt truyện về những người sống sót sau thảm họa zombie. Diễn viên chính của bộ phim là khác nhau nhưng phần lớn đều là người trưởng thành (trừ phần 5). Các cốt truyện cho chúng ta thấy được những nỗ lực chiến đấu và những tinh thần sống sót trước thảm họa. Dù bộ phim có sự liên kết với nhau thông qua phần đầu. Các phần tiếp đó nói về sự lây lan của thảm họa. Đến phần thứ 3 thì nó đã lan toàn thế giới. Nhưng trong phần 5, bộ phim lại đi ngược về lại phần 1, có nghĩa là bộ phim lại nhắc đến sự lây lan của dịch bệnh. Trong mỗi bộ phim, chúng ta đều thấy số lượng zombie ngày 1 tăng và cơn khát thịt người của chúng đã lên tới đỉnh điểm
Một điều đặc biệt là zombie trong phim không giống như bất cứ bộ phim nào. Chúng không thể chạy, không thể bay và cũng không thể dùng các năng lực siêu nhiên vượt quá khả năng của con người. Chúng chỉ đi chầm chậm đến những người sống sót để tấn công họ.
George A. Romero's Living Dead gồm 6 bộ phim:
(1) Đêm của những Xác chết (1968)
(2) Dawn of the Dead (1978)
(3) Day of the Dead (1985)
(4) Land of the Dead (2005)
(5) Diary of the Dead (2007)
(6) Survival of the Dead (2009)

## Những bộ phim làm lại
Series Living Dead có những bộ phim làm lại với các đạo diễn khác nhau như:

### Night of the Living Dead 1990
Được đạo diễn bởi Tom Savini, người đã góp phần tạo nên Dawn of the Dead và Day of the Dead, trong khi George A. Romero viết kịch bản. Cốt truyện của phim giống như Night of the Living Dead 1968, theo sát các nhân vật như Ben, Barbara, vợ chồng Cooper và cặp vợ chồng thiếu niên Tom và Judy bị mắc kẹt trong một trang trại ở Pennsylvania cố gắng thoát khỏi sự bao vây của những xác chết di động.

### Dawn of the Dead (2004)
Đạo diễn bởi Zack Snyder, cốt truyện diễn ra hơi giống với trong phiên bản năm 1978. Cốt truyện xoay quanh 1 nhóm người sống sót sau thảm họa zombie và đang trú ẩn trong một khu trung tâm mua sắm. Nhóm gồm: Ana, Trung sĩ Kenneth Hall, Michael, Andre và người vợ đang mang thai của mình, Luda. Ở đó họ gặp 3 nhân viên bảo vệ còn sống sót và đã lấy vũ khí của họ. Trong bộ phim, zombie có thể chạy với tốc độ nhanh. Họ sống trong đó ngày qua ngày chờ người đến cứu. Nhưng lũ zombie đã phá cửa và tấn công vào siêu thị. Trong phần này thì bộ phim tiết lộ cho mọi người biết cách để tiêu diệt 1 zombie.

### Day of the Dead (2008)
Đạo diễn bởi Steve Miner, cốt truyện diễn ra ở Colorado. Phần lớn bộ phim tập trung vào các cảnh thảm họa zombie bùng nổ và các cuộc tấn công diễn ra tại bệnh viện ở Colorado. Bộ phim cho người xem những cảm giác kinh hoàng cùng nỗi khiếp sợ đối với các loại zombie làm trong phim. Cũng giống như Dawn of the Dead, zombie trong phim cũng có thể chạy và tấn công con người.

## Loạt phimReturn of the Living Dead
Hiện tại có 2 loạt phim đang sử dụng cái tên Living Dead. Đầu tiên là Return of the Living Dead, có tài liệu nói rằng đó là một quyển tiểu thuyết được viết bởi John Russo. Sau đó được đạo diễn bởi Dan'O Bannon, sinh ra 1 loạt phim gồm 5 phần gồm:
(1) The Return of the Living Dead (Dan'O Bannon 1985)
(2) Return of the Living Dead Part 2 (Ken Wiederhorn, 1988)
(3) Return of the Living Dead 3 (Brian Yuzna, 1993)
(4) Return of the Living Dead: Necropolis (Ellory Elkayem, 2005)
(5) Return of the Living Dead: Rave Grave (Ellory Elkayem, 2005)

## Zombie trong phim của Romero và Dan'O Bannon

### Sự nhiễm bệnh
- Night of the Living Dead của Romero nói rằng thảm họa zombie diễn ra bởi một vụ nổ của 1 vệ tinh rơi xuống Trái Đất. Các chất độc này phá hủy toàn bộ hệ thống thần kinh và chỉ để lại các nơron vận động. Và nó cũng có thể lây lan từ người này sang người khác. Thảm họa này có thể lây lan rất nhanh và đã lan toàn thế giới vào phần 3. Dịch bệnh được lây lan bởi những vết cắn. Sự bắt đầu của thảm họa này không rõ nhưng có người cho rằng đó là sự trừng phạt của Chúa. Trên các poster của loạt phim Living Dead đều có 1 câu nói. Ấn tượng nhất là câu:"When the hell has no more room, the dead will walk in the Earth" (Khi địa ngục không còn chỗ, cái chết sẽ đi lại trên Trái Đất) trong Dawn of the Dead 1978. Các zombie có thể giết bằng một vết bắn hay vết đập vào đầu (có nghĩa là phá hủy não bộ của chúng). Trong Day of the Dead thì các zombie bị cắt bỏ phần tứ chi trên cơ thể. Night of the Living Dead là sự khởi đầu cho sự việc lây lan này. Đôi khi trong các phần tiếp theo thì dịch bệnh bùng phát một cách bí ẩn. Ngay cả các nhân vật phụ cũng đã thành zombie trước khi bắt đầu bộ phim
- Các nhà khoa học trong Return of the Living Dead của Bannon cho rằng nguyên nhân gây nên thảm họa là do một loại virus không xác định trong một hợp chất hóa học cực kì độc hại tồn tại ở dạng khí ở nhiệt độ và áp suất tiêu chuẩn. Không giống như Night of the Living Dead, các zombie trong phim rất ít khi lây bệnh từ người sang người (trừ một vài trường hợp). Virus trong phim có tên là Trioxin. Mỗi lần cắn vào là một lượng Trioxin rất nhỏ được lây lan sang người nhiễm bệnh. Số lượng Trioxin không đủ để tái tạo lại các cơ quan đã bị phân hủy và những bộ phân đã bị tách rời. Trong Return of the Living Dead, lượng Trioxin có thể hồi sinh lại những xác chết. Và tổng số zombie trong phim tăng lên chính là do nguyên nhân này.

### Bộ nhớ
- Thường thì trong các bộ phim nói về zombie, chúng không có ký ức và chỉ hành động theo số đông nhưng không có người lãnh đạo. Trong các phần đầu thì zombie của Romero cũng như vậy, nhưng phần lớn các zombie biết cầm nắm và bắt con người lại để ăn thịt họ. Cũng có tài liệu nói rằng zombie không hề có bộ nhớ và chúng giết người không thương tiếc. Theo Romero, ông không cho zombie trong phim của ông chạy nhanh vì theo Romero: chúng đã chết rồi nên không thể chạy nhanh bằng con người được nhưng chúng cũng rất nguy hiểm vì hành động theo số đông. Mặc dù các zombie không có người lãnh đạo trong 6 phần Living Dead của Romero, nhưng trong phần 4 (Land of the Dead) đã xuất hiện một zombie lãnh đạo với cái tên "Big Daddy". Các zombie trong đó có thể liên lạc được với nhau bằng tiếng gầm gừ và cũng như thông báo tình hình cho Big Daddy.
- Những zombie trong Return of the Living Dead có thể có ký ức về thời gian chết hoặc chết như thế nào và lưu giữ ký ức sau khi sống lại (dù họ không biết người trong ký ức mình là ai và vẫn tiếp tục tấn công người khác).

### Trí thông minh
- Các zombie trong phim của Romero ban đầu không có trí thông minh giống như con người. Chúng chỉ biết tìm kiếm con người và ăn thịt họ. Các zombie có thể ăn thịt người vĩnh viễn và không biết no. Chúng chỉ biết rằng nên đi tấn công con người và ăn thịt họ. Những thây ma trong này có thể ăn phần lớn thịt con người và không dừng lại. Điều này được phát hiện bởi tiến sĩ Logan trong Day of the Dead. Zombie trong này có 1 đặc điểm là thường hay quay trở lại nơi mà họ đã chết (ví dụ trong Dawn of the Dead, các zombie lúc còn sống bị chết ngay tại siêu thị mà những người sống sót ẩn nấp trong đó và khi thành zombie, chúng lại quay trở lại). Trong series Living Dead, zombie đầu tiên có trí thông minh là Big Daddy (Land of the Dead). Zombie này có thể hiểu được tâm trạng của các zombie khác và rất hung dữ. Dù là 1 zombie nhưng nó cũng biết sai khiến đồng đột thực hiện nhiệm vụ theo ý mình. Khi nhặt được khẩu súng, tên này còn cầm rồi xem xét khẩu súng rồi mang vào lưng. Khi gặp những người sống sót thì hắn lại bắn bằng chính khẩu súng đó. Zombie này khởi đầu cho các bộ phim zombie khác có trí thông minh như vậy.
- Zombie của Bannon đôi khi vẫn còn tốt sau khi hồi sinh nhưng họ vẫn còn cảm giác như mình là con người. Mặc dù giống con người nhưng họ lại không thể kìm chế bản năng ăn thịt người của mình. Tùy thuộc vào trí thông minh của riêng mình, dù cuộc sống trước đây thì họ có thể chống lại nhu cầu cung cấp não bộ của người còn sống cho mình để xây dựng các chiến thuật tìm kiếm não bộ. Ví dụ, một zombie dù bị mất đi phần dưới nhưng họ lại có thể tự mình ăn thịt người sống. Một điều cần chú ý, các zombie trong phim này có thể bẫy nạn nhân của chúng được và ăn thịt nạn nhân đó. Trong Return of the Living Dead Part 2, các zombie lại đi theo bầy, ví dụ là khi bắt được nạn nhân nào đó thì chúng có thể chia sẻ cho nhau khi ăn nạn nhân ấy.

### Cách tiêu diệt
- Zombie của Romero giống như những zombie bây giờ, đó là có thể bị tiêu diệt khi phá hủy não bộ. Zombie cũng có thể chết khi ta đốt cháy cơ thể của nó. Bộ phận trung gian của zombie là não bộ nên dù ta có chặt nó ra làm đôi thì vẫn cử động được nếu không phá hủy não bộ của nó. Bất kì bộ phận trên một zombie đều do não bộ điều khiển nên nếu rời khỏi não bộ, bộ phận đó không thể hoạt động.
- Ngược lại, zombie trong phim của Bannon đơn giản là không thể bị ngừng hoạt động và bị phá hủy hoàn toàn. Họ cũng có thể chết nếu đốt cháy cơ thể vì virus Trioxin có thể phản ứng với lửa nhưng lại không thể hoàn toàn tồn tại trong không khí nếu đang phản ứng với lửa. Bất kì bộ phận nào trên cơ thể bị chặt đứt đều có thể cử động. Vì vậy nếu chặt zombie trong phim này làm nhiều mảnh thì chưa chắc chết hẳn. Một cách khác là ta sẽ lấy điện chích vào người một zombie cho đến khi chúng ngừng di chuyển (như trong Return of the Living Dead Part 2). Trong các phần tiếp theo thì các nhà khoa học đã phát hiện ra có thể đông cứng bộ não của zombie nhưng thời hạn hiệu lực của nó thì không thể đoán trước.

## Những phiên bản làm theo loạt phim
Có nhiều bộ phim có cùng chủ đề giống như Living Dead và bộ truyện tranh. Tiêu biểu là bộ truyện tranh The Walking Dead được sản xuất vào năm 2003 của tác giả Robert Kirkman và được phát triển và làm thành 1 TV Series có tên The Walking Dead (phim truyền hình)